# Дроздов, Павел Валерьевич
Па́вел Вале́рьевич Дроздо́в (род. 22 февраля 1977, Калинин) — российский киноактёр, режиссёр кино и телевидения, сценарист и продюсер.

## Биография
Павел Дроздов родился 22 февраля 1977 года в Калинине. В 2000 году окончил факультет автоматизированных систем Тверского государственного технического университета по специальности «программист». С 2001—2003 гг. — арт-директор телеканалов ТВЦ-Тверь и MTV-Тверь. С — 2004—2006 гг. — режиссёр-постановщик на телеканале СТС-Тверь. В 2005 году поступил на режиссёрский факультет заочного отделения Санкт-Петербургского государственного университета кино и телевидения в мастерскую В. Ф. Семенюка. С 2007 г. — режиссёр-постановщик на телеканалах «Первый городской» (Тверь) и Феникс+Кино. Режиссёр-постановщик рекламных роликов («МАЗ», «Тверьуниверсалбанк», Федеральная программа газификации Тверской области и др.), музыкальных клипов и концертов. Член Гильдии режиссёров Союза кинематографистов Российской Федерации.

## Фильмография

### Режиссёр
- 2008 — Ранняя оттепель
- 2009 — Ножницы (короткометражный)[2]
- 2010 — Такая же, как и не ты (короткометражный)[3]
- 2010 — Провинциальные истории (киноальманах)[4][5][6]
- 2011 — Навигатор
- 2012 — Чемпионки
- 2013 — Лёд
- 2014 — Верь мне
- 2016 — Круговорот
- 2017 — Смотритель маяка
- 2018 — Прощаться не будем
- 2018 — Команда
- 2019 — Ростов
- 2022 — БиМ (телесериал)

### Сценарист
- 2013 — Лёд
- 2018 — Прощаться не будем

### Продюсер
- 2013 — Лёд
- 2018 — Прощаться не будем

## Награды
- Программа «Новые детали: Отражение», режиссёр-постановщик:
  - Приз за лучшую программу в сети СТС за 2006 год
- Короткометражный х/ф «Ранняя оттепель», режиссёр-постановщик, соавтор сценария:
  - Гран-при на III Международном Московском кинофестивале семейных и детских фильмов «Верное сердце» (2008)
  - II премия в номинации «Лучший игровой фильм» на XVI фестивале достижений молодых кинематографистов «Святая Анна» (2009)
  - Диплом на XVII Международном фестивале актёров кино «Созвездие» (2009)
  - Диплом за лучший короткометражный фильм на VI Международном кинофестивале «Лучезарный ангел» (2009)
  - Участник специальной российской программы «Призёры национальных студенческих фестивалей» в рамках 31 Московского Международного Кинофестиваля (2009)
  - Гран-при на Санкт-Петербургском фестивале «Мартовские КИТы» (2010)
- Короткометражный х/ф «Ножницы», режиссёр-постановщик:
  - Гран-при на Санкт-Петербургском фестивале молодёжного кино-видеотворчества «Ножницы» (2009)
- Короткометражный х/ф «Такая же, как и не ты», режиссёр-постановщик:
  - Лучший игровой фильм на Санкт-Петербургском фестивале молодёжного кино-видеотворчества «Ножницы» (2010)